# Осман, Айдер
Айде́р Осма́н (крымскотат. Ayder Osman, Айдер Осман; 1 января 1938, Сейтлерский район, Крымская АССР — 20 июня 1997, Симферополь) — крымскотатарский писатель

, переводчик и журналист. Главный редактор журнала «Йылдыз» (1985—1997).

## Биография
Родился в 1938 году в селе Бешкуртка-Вакуф (Тамбовка) Сейтлерского (сейчас Нижнегорского) района. В 1944 году вместе с семьёй был депортирован в местечко Алтиарк Ферганской области. После школы окончил педагогический техникум в городе Маргилан, работал учителем в школе. По окончании факультета журналистики Ташкентского университета (1965), работал в газете «Ленин байрагъы». С 1985 года и до самой смерти был главным редактором журнала «Йылдыз».
Активно участвовал в общественной жизни, был членом правления Союза писателей Узбекистана, где возглавлял секцию крымскотатарской литературы, и членом Национального союза писателей Украины (1993). В 1991 году организовал перевод крымскотатарского журнала «Йылдыз» из Узбекистана в Крым. Несмотря на сложную финансовую ситуацию, продолжил издание журнала в Симферополе. Умер 20 июня 1997 года в Симферополе.

## Творчество
Творчество Айдера Османа составляет около ста рассказов, многочисленные очерки, а также романы и повести. Публиковался и как переводчик с крымскотатарского, русского и узбекского языков.
- «Эмдженъденъ селям» («Привет от дяди», 1972),
- «Таныш козьлер» («Знакомые глаза», 1975),
- «Йыллар ве достлар» («Годы и друзья», 1981),
- «Осюв басамакълары» («Ступени роста», 1984),
- «Тутушув» («Схватка», 1988).
- Азбар къапы янындаки адамлар («Люди возле ворот»): повесть // Йылдыз. — 1988. — № 5. — С.19-43.
- Айгиди Америка! // Йылдыз. — 1995. — № 5. — С.39-76.
- Алтанъ акъкъында : икяе // Йылдыз. — 1996. — № 1. — С.147-160.
- Къайтув : повесть («Возвращение») // Йылдыз. — 1997. — № 1. — С.101-121.
- Одельмеген бордж : [Э. Шемьи-заденинъ хатырасына] // Шаир намын халкъ сакълар / тертип эткен Р. Фазыл. – Симферополь : Къырымдевокъувпеднешир, 2008. – С. 115-117.

## Источник
- Айдер Осман: профессионал в литературе и гуманист в жизни